# Nise Yamaguchi
Nise Hitomi Yamaguchi (Maringá, 6 de maio de 1959), é uma médica e pesquisadora-docente universitária brasileira, com doutorado em oncologia pela Universidade de São Paulo (USP) filiada ao União Brasil (UNIÃO).

## Carreira profissional
Graduou-se em medicina pela Faculdade de Medicina da Universidade de São Paulo em 1982, e completou a residência em clínica médica em imunologia e alergias no Hospital das Clínicas da Faculdade de Medicina da Universidade de São Paulo (HCFMUSP), em 1988.
Durante seus estudos, realizou cursos na Alemanha e Suíça sobre a visão humanística do paciente e seus familiares. Participou ainda de treinamentos em Nova Iorque, com cientistas do Memorial Sloan Kettering Cancer Center, onde estudou aspectos da imunologia de tumores, que resultaram na tese de mestrado defendida na disciplina de imunologia do HCFMUSP, em 1993.
Dra. Nise Yamaguchi possui uma trajetória acadêmica sólida e contribuições relevantes para a pesquisa científica, especialmente nas áreas de oncologia e imunologia.
Seus artigos publicados no PubMed abordam temas de grande interesse para a comunidade médica, como: Impacto do tabagismo na imunidade e no DNA; Uso inovador de leite humano no tratamento de sinusite em pacientes imunossuprimidos; Critérios de resposta para imunoterapia contra o câncer; Combinação de terapias para tumores gastrointestinais metastáticos e Desafios globais da pesquisa clínica em oncologia.

## Reconhecimento
Tornou-se conhecida nacionalmente por ser cotada a suceder o então ministro da Saúde Luiz Henrique Mandetta, pelo fato de defender o controverso protocolo de uso do medicamento hidroxicloroquina em pacientes diagnosticados com a COVID-19 em concordância com a concepção do Presidente da República durante a pandemia de COVID-19. A médica faz parte do gabinete de crise para lidar com a pandemia e chegou a ter reuniões com o presidente Jair Bolsonaro. Chegou a ser cotada nas especulações com relação a possibilidade de haver uma troca no comando do Ministério da Saúde. Nise, contudo, não foi a escolhida para substituir o ministro Mandetta, a medida que se concretizou a nomeação de Nelson Teich para chefiar o Ministério da Saúde.
Após o pedido de demissão de Nelson Teich em 15 de maio de 2020, novamente se especulou pela nomeação de Nise Yamaguchi para a liderança do Ministério da Saúde, tendo ela, inclusive, se reunido novamente com o presidente Jair Bolsonaro. Depois da reunião, Yamaguchi alegou que Bolsonaro não chegou a convidá-la para suceder Teich, contudo, a médica imunologista continuou sendo uma das principais cotadas para assumir a pasta na época.

## Controvérsias

### Defesa da hidroxicloroquina
Em julho de 2020, estudos conduzidos pela Universidade de Oxford, na Inglaterra, pelo Institutos Nacionais da Saúde, nos Estados Unidos, e pela Organização Mundial de Saúde, concluíram que a hidroxicloroquina não tem efeito benéfico na prevenção da COVID-19, nem no tratamento. Nise Yamaguchi, defensora do uso do medicamento no tratamento da doença, declarou que, por trás da negação da sua eficácia existiria uma competição entre grandes potências, conspirando para que houvesse um enfraquecimento da capacidade de produção no mundo, "deixando que sua população morra".
Também em julho de 2020, Nise foi suspensa pelo Hospital Israelita Albert Einstein em São Paulo, onde trabalha como médica oncologista e infectologista. A direção do hospital não concordou com suas declarações dadas em uma entrevista a um programa de televisão, em que ela comparou a COVID-19 ao holocausto.
O medo é prejudicial em tudo. Primeiro, paralisa você. Isso torna você fácil de manipular. Qualquer um. Você acha que alguns soldados nazistas seriam capazes de controlar o rebanho de judeus famintos se não os sujeitassem a essa humilhação diária?— Nise Yamaguchi, 5 de julho de 2020
A Federação Israelita de São Paulo declarou que Nise "minimizou os horrores do nazismo e ofendeu a memória das vítimas, sobreviventes e suas famílias." A médica pediu desculpas pelas declarações, dizendo que seus comentários nunca foram antissemitas, lembrando que seu falecido mentor era judeu e que apoiou a conversão de sua irmã ao judaísmo. Sidney Klajner, presidente do hospital, negou que a suspensão estivesse relacionada à defesa do uso da hidroxicloroquina pela médica. Nise obteve o apoio do presidente da Associação Sionista Brasil Israel, Felix Soibelman, que chamou a decisão do hospital de uma "nova inquisição realizada em nome do Albert Einstein.